# Gaby Morlay
Gaby Morlay (Angers, 8 juni 1893 – Nice, 4 juli 1964) was een Franse actrice. Ze verscheen in ruim honderd lange speelfilms, vooral in de jaren dertig en veertig.

## Leven en werk

### Eerste stappen in de toneel- en filmwereld
Als zestienjarige rebelse adolescente ontvluchtte Morlay het internaat van het klooster in Lisieux waaraan haar ouders haar hadden toevertrouwd. Ze begaf zich naar Parijs waar ze introk bij een vriendin en werk vond als dactylo. Ze werd toevallig ontdekt door een theaterdirecteur. Ze debuteerde in de jaren 1910 zowel op het grote scherm als op de planken.

#### Toneel
Vanaf 1912 had Morlay al als figurante gefungeerd en geleidelijk kleine rollen gespeeld, toen ze van het succes mocht proeven in Simone est comme ça (van Yves Mirande, aan de zijde van Jules Berry en André Luguet, 1922). Wat later viel haar geschiktheid voor het lichtere genre nog meer op in Après l'amour (aan de zijde van de beroemde Lucien Guitry, de vader van Sacha Guitry, 1924), de bijval die ze genoot maakte haar nog bekender. Ze had het geluk toneelschrijver Henry Bernstein te ontmoeten: tussen 1926 en 1934 hielp ze mee aan de creatie van diens stukken Félix, Le Venin, Mélo, Le Bonheur en Le Messager. Tijdens die tussenoorlogse periode verscheen ze vooral in toneelstukken van Sacha Guitry, Louis Verneuil en Marcel Achard, net zoals Bernstein belangrijke vertegenwoordigers van het boulevardtheater. 

#### Film
In 1913 maakte ze haar filmdebuut in het drama La Sandale rouge, naar een stuk waarin ze net had meegespeeld. Ze maakte verder kennis met de filmwereld dankzij Max Linder die haar een rol gaf in twee van zijn serie korte Max-films. Daarna kreeg ze zelf een serie korte films, de Gaby-serie (1917-1920) waarin ze de titelrol vertolkte. De regisseur van die serie, Charles Burguet, was, na Linder, haar tweede belangrijke ontmoeting in de filmwereld. Hij castte haar in zeven films, onder meer in La Mendiante de Saint-Sulpice (1923) en Faubourg Montmartre (1924), films die de voorlopers vormden van een lange serie traanverwekkende melodrama's die veel later culmineerden in het ontroerende Le Voile bleu (1942). Met het historisch drama L'Agonie des aigles (1921) kreeg ze haar eerste dramatische rol. Haar eerste succesfilm was Jacques Feyders komedie Les Nouveaux Messieurs (1928).
Morlay werd al gauw een symbool van de vrije jonge vrouw van 'les années folles', de (Franse) Roaring twenties.  

### Doorbraak met de geluidsfilm
Het misdaad- en gerechtsdrama Accusée, levez-vous!, haar eerste geluidsfilm, vormde meteen haar doorbraak. Morlay vertolkte er een ten onrechte van moord op een collega-liefdesconcurrent beschuldigde cabaretière. Met regisseur Maurice Tourneur draaide ze daarna onder meer nog het drama Samson (1936).
Andere vermeldenswaardige rollen volgden, onder meer:
- de beroemde filmster die verliefd wordt op de anarchist die haar heeft verwond in het melodrama Le Bonheur (1934),
- Koningin Victoria in het historisch drama Entente cordiale (1939),
- de oorlogsweduwe die ook haar kind verloor en zich ontfermt over andermans kinderen in het larmoyante Le Voile bleu (1942), de grootste triomf van haar filmcarrière. Dit aangrijpend (melo)drama kende enorm veel bijval tijdens de oorlog.
- de gekwetste en bedrogen vrouw die non wordt en in de steek gelaten en aan lager wal geraakte meisjes opneemt in het (melo)drama Les Ailes blanches (1943),
- de vrouw die wordt vernederd door haar voormalige en plotseling weer opdoemende minnaar, twintig jaar geleden ontsnapt aan een moordaanslag door haar familie, in de succesrijke tragikomedie Un revenant (1946),
- de groottante die in de succesrijke komedie Gigi (1949) haar achternicht Gigi helpt opleiden tot courtisane,
- de bijna gepensioneerde onderwijzeres in het drama L'Amour d'une femme (1953),
- de moederrol, naast papa Fernand Ledoux, in de zedenkomedies Papa, maman, la Bonne et moi (1954) en Papa, maman, ma femme et moi (1955). Dit tweeluik van Jean-Paul Le Chanois viel erg in de smaak van het Franse publiek.
- de chagrijnige en achterdochtige inwonende moeder van een rijk industrieel die graag de huisbediendes op fouten betrapt in haar laatste film Monsieur (1964). Deze komedie behaalde een bescheiden succes.

### Voorkomen, typische rollen en films
Met haar een meter tweeënvijftig was Morlay een levendige vrolijke verschijning. Ze kwam heel dikwijls spontaan, gevat en druk over, zinderend van energie. Ze had een iele breekbare stem gekenmerkt door een heldere manier van spreken, en een schelle lach. Ze beschikte over een groot aanpassingsvermogen: ze gaf even goed gestalte aan jonge gekwelde al dan niet gehuwde vrouwen en vampen als aan rijpere moederfiguren, echtgenotes, onderwijzeressen, nonnen. En al even vlot kroop ze in de huid van koningin Victoria, van een hertogin of van de secretaresse van abbé Pierre. 
Ze was voornamelijk te zien in verfilmde boulevardtoneelstukken (Les Nouveaux Messieurs (1928), Après l'amour (1931), Quadrille (1938, naar Sacha Guitry), stukken waarmee ze eerder op de planken stond; Mélo, Samson en Le Messager (respectievelijk 1932, 1936 en 1937, alle drie naar Bernstein), Nous ne sommes plus des enfants (1934) en de remake Mon coquin de père (1958), Le Scandale (naar Henry Bataille, 1934), Les Amants terribles (naar Noël Coward, 1936), Le Roi (1936), L'Arlésienne (1942), Lorsque l'enfant paraît (1956), ...) en in larmoyante melodrama's (Le Bonheur (1934, naar Bernstein), Le Voile bleu (1942), Les Ailes blanches (1943) ...).
Ze trad ook aan in verfilmingen van literair werk van onder meer Stefan Zweig (La Peur), Georges Ohnet (Le Maître de forges), Alphonse Daudet (L'Arlésienne), Colette (Gigi en Mitsou), Guy de Maupassant (Le Plaisir), André Maurois (Entente cordiale), Pierre Loti (Ramuntcho), Pierre Benoit (Lunegarde) en van grote Russen zoals Tolstoj (Nuits de feu en Les Nuits blanches de Saint-Pétersbourg) en Dostojevski (Crime et châtiment).

### Tegenspelers en samenwerkingen
Met haar speels en vrijgevochten imago vormde Morlay in de jaren dertig met de rijpe en elegante Victor Francen een van de meest succesrijke koppels van het Franse melodrama. Samen waren ze te zien in zes films. Naast Francen werd ze toen ook dikwijls gekoppeld aan  Charles Vanel en André Luguet (die het profiel van de oudere, grijzende en charmante mooie man met Francen gemeen had). 
Tijdens haar carrière kruiste ze eveneens het pad van de rest van het toenmalige acteurskruim: ze deelde meerdere keren de affiche met 'monstres sacrés' als Jean Gabin, Raimu, Fernandel en Michel Simon. Ze verscheen ook meermaals naast Fernand Ledoux, Jules Berry, Sacha Guitry, Louis Seigner en Claude Dauphin. Voorts was ze te zien naast Harry Baur, Louis Jouvet, Pierre Blanchar, Charles Boyer, Albert Préjean, Yves Deniaud en Fernand Gravey.
Behalve Tourneur werkten ook andere cineasten zoals Marcel L'Herbier, Sacha Guitry, Jean Stelli, Marc Allégret, André Hunebelle, Georges Lacombe en Jean-Paul Le Chanois meermaals samen met Morlay.

### Naoorlogs toneel
Naast haar filmactiviteiten bouwde Morlay verder aan haar succesvolle toneelcarrière. Na de Tweede Wereldoorlog speelde ze op de bühne in stukken van onder meer Henry de Montherlant, Sacha Guitry, Eugene O'Neill en André Roussin met wiens Lorsque l'enfant paraît ze Frankrijk aan het lachen bracht. Het werd haar belangrijkste succes.

### Privéleven
Tijdens de bezetting werd Morlay de minnares van Max Bonnafous, die toen minister van Landbouw en Bevoorrading was onder Pétain. Na het overlijden van zijn vrouw trouwden Morlay en Bonnafous in 1961. 
Morlay overleed in 1964 op 71-jarige leeftijd aan de gevolgen van kanker.

## Filmografie (ruime selectie)
- 1913 - La Sandale rouge (Henry Houry)
- 1914 - Le 2 août 1914 (Max Soldat) (Max Linder)
- 1914 - Max dans les airs (Max Linder)
- 1917 - Pour épouser Gaby (Charles Burguet)
- 1917 - Gaby en auto (Charles Burguet)
- 1920 - Le Chevalier de Gaby (Charles Burguet)
- 1921 - L'Agonie des aigles (Dominique Bernard-Deschamps en Julien Duvivier)
- 1923 - La Mendiante de Saint-Sulpice (Charles Burguet)
- 1924 - Faubourg Montmartre (Charles Burguet)
- 1926 - Jim la Houlette, roi des voleurs (Pierre Colombier)
- 1929 - Les Nouveaux Messieurs (Jacques Feyder)
- 1930 - Accusée, levez-vous! (Maurice Tourneur)
- 1930 - Maison de danses (Maurice Tourneur)
- 1931 - Faubourg Montmartre (Raymond Bernard)
- 1931 - Après l'amour (Léonce Perret)
- 1932 - Mélo (Paul Czinner)
- 1933 - Le Maître de forges (Abel Gance)
- 1933 - Il était une fois (Léonce Perret)
- 1934 - Le Scandale (Marcel L'Herbier)
- 1934 - Nous ne sommes plus des enfants (Augusto Genina)
- 1934 - Le Bonheur (Marcel L'Herbier)
- 1936 - Les Amants terribles (Marc Allégret)
- 1936 - Le Roi (Pierre Colombier)
- 1936 - Samson (Maurice Tourneur)
- 1936 - La Peur (Victor Tourjansky)
- 1937 - Nuits de feu (Marcel L'Herbier)
- 1937 - Le Messager (Raymond Rouleau)
- 1937 - Hercule (Alexander Esway en Carlo Rim)
- 1937 - Les Nuits blanches de Saint-Pétersbourg (Jean Dréville)
- 1938 - Quadrille (Sacha Guitry)
- 1939 - Entente cordiale (Marcel L'Herbier)
- 1939 - Derrière la façade (Georges Lacombe en Yves Mirande)
- 1939 - La Mode rêvée (Marcel L'Herbier) (korte film)
- 1940 - Le Diamant noir (Jean Delannoy)
- 1940 - Paris-New York (Yves Mirande)
- 1940 - Elles étaient douze femmes (Georges Lacombe)
- 1941 - Le Destin fabuleux de Désirée Clary (Sacha Guitry)
- 1942 - L'Arlésienne (Marc Allégret)
- 1942 - Le Voile bleu (Jean Stelli)
- 1943 - Les Ailes blanches (Robert Péguy)
- 1943 - Service de nuit (Jean Faurez)
- 1944 - L'Enfant de l'amour (Jean Stelli)
- 1945 - La Cavalcade des heures (Yvan Noé)
- 1945 - Dernier Métro (Maurice de Canonge)
- 1945 - Son dernier rôle (Jean Gourguet)
- 1946 - Lunegarde (Marc Allégret)
- 1946 - Un revenant (Christian-Jaque)
- 1946 - Mensonges (Jean Stelli)
- 1947 - Les Amants du pont Saint-Jean (Henri Decoin)
- 1949 - Gigi (Jacqueline Audry)
- 1949 - Millionnaires d'un jour (André Hunebelle)
- 1950 - Mammy (Jean Stelli)
- 1950 - Prima comunione (Alessandro Blasetti)
- 1951 - Anna  (Alberto Lattuada)
- 1951 - Le Plaisir (Max Ophüls) (anthologiefilm, episode Le Masque)
- 1952 - La Fille au fouet (Jean Dréville)
- 1953 - Si Versailles m'était conté... (Sacha Guitry)
- 1953 - L'Amour d'une femme (Jean Grémillon)
- 1953 - Les Amoureux de Marianne (Jean Stelli)
- 1954 - Papa, maman, la Bonne et moi (Jean-Paul Le Chanois)
- 1955 - L'Impossible Monsieur Pipelet (André Hunebelle)
- 1955 - Papa, maman, ma femme et moi (Jean-Paul Le Chanois)
- 1956 - Mitsou (Jacqueline Audry)
- 1956 - Lorsque l'enfant paraît (Michel Boisrond)
- 1956 - Crime et châtiment (Georges Lampin)
- 1957 - Les Collégiennes (André Hunebelle)
- 1958 - Sacrée Jeunesse (André Berthomieu)
- 1958 - Mon coquin de père (Georges Lacombe)
- 1959 - Ramuntcho (Pierre Schoendoerffer)
- 1960 - Fortunat (Alex Joffé)
- 1964 - Monsieur (Jean-Paul Le Chanois)

## Publicatie
- Gaby Morlay: Sainte Pélagie, patronne des comédiennes, SPES, 1956